# تپه پیرمراد
تپه پیرمراد مربوط به دوران‌های تاریخی پس از اسلام -قرن ۱۰ ه.ق است و در شهرستان تربت حیدریه، روستای رحمت آباد واقع شده و این اثر در تاریخ ۲۴ اسفند ۱۳۸۳ با شمارهٔ ثبت ۱۱۶۵۷ به‌عنوان یکی از آثار ملی ایران به ثبت رسیده است.